# 裕安区
裕安区（ゆうあん-く）は中華人民共和国安徽省六安市に位置する市轄区。

## 行政区画
- 街道:鼓楼街道、西市街道、小華山街道
- 鎮:蘇埠鎮、韓擺渡鎮、新安鎮、順河鎮、独山鎮、石婆店鎮、城南鎮、丁集鎮、固鎮鎮、徐集鎮、分路口鎮、江家店鎮
- 郷:単王郷、青山郷、石板沖郷、西河口郷、平橋郷、羅集郷、獅子崗郷